# 정정기
정정기(영어: Jung Jungki, 중국어: 鄭貞基, 1952년 3월 19일 ~ )는 경상북도 청도군 출신의 대한민국의 소방공무원이다.

## 생애
1980년 11월 4일 제2기 소방간부후보생으로 소방에 입문해 중앙119구조대장, 인천남부소방서장, 제주특별자치도 소방안전본부장, 소방방재청 대응관리국장, 제22대 서울소방재난본부장, 초대 소방산업공제조합 이사장 등을 역임했다.

## 경력
- 1980년 11월 : 부산중부소방서, 부산진소방서
- 1984년 12월 : 부산사하소방서 예방, 소방, 장비계
- 1987년 6월 : 동래소방서 방호계
- 1992년 4월 : 부산소방본부 방호과, 동래소방서
- 1996년 3월 : 초대 중앙119구조대장
- 1997년 7월 : 인천소방본부 소방행정과장, 인천서부소방서장, 인천남부소방서장
- 2000년 8월 : 행정자치부 예방과 기술담당
- 2002년 7월 : 제주소방방재본부장
- 2004년 1월 : 행정자치부 소방국 소방행정과장
- 2004년 6월 : 소방방재청 대응관리국장
- 2005년 9월 : 소방방재청 소방대응본부장
- 2006년 3월 : 제18대 중앙소방학교장
- 2007년 6월 : 서울소방재난본부장
- 2009년 4월 : 초대 소방산업공제조합 이사장

## 학력
- 1987년 2월 : 부경대학교 건축공학 공학사
- 1989년 8월 : 동아대 경영대학원 경영학 경영학석사
- 2007년 3월 : 서울시립대 대학원 재난과학 박사과정

## 표창
- 1999년 11월 : 대통령 표창
- 2004년 2월 : 홍조근정훈장